# ヴィクトリアの滝
ヴィクトリアの滝（ヴィクトリアのたき、英: Victoria Falls、現地語: Mosi-oa-Tunya）は、アフリカ大陸南東部、ザンベジ川中流部にある滝。幅2キロメートル、落差108メートルの大瀑布で、ジンバブエ共和国とザンビア共和国の国境に位置する。ユネスコの世界遺産に登録されている。

## 概要
かつて地元のバントゥー系民族はこの滝を Shungu na mutitima と呼んでいた。その後にこの地にやって来たマタベレ族 (Matabele) は aManz' aThunqayo と呼んだ。バツワナ人 (Batswana) とマコロロ人 (Makololo) は「雷鳴の轟く水煙」という意味の「Mosi-oa-Tunya」と呼んでいた。ヨーロッパ人としてはイギリスの宣教師であり探検家でもあるデイヴィッド・リヴィングストンが1855年に見たのが最初だったと信じられている。そこでイギリス人は当時のイギリス女王の名 Victoriaを冠して「Victoria Falls」と呼び始めた。→#植民地時代以前の歴史
現在、ジンバブエにおいては「ヴィクトリアフォールズ」、ザンビアにおいてはモーシ・オワ・トゥーニャ（Mosi-oa-Tunya、「雷鳴のする水煙」という意味）が公式名称である。 世界遺産登録名はこの2つを併記している。
落差と幅の両面から見た滝の規模としては、イグアスの滝と並んで世界最大である。この2つの滝に匹敵する規模の滝は他には無く、たとえばナイアガラの滝もこの2つと較べるとかなり小さい。また、増水期の水量においてもイグアスと並んで世界最大級である。
なお、落差の世界一はエンジェルフォール（ベネズエラ）の978メートル、幅の世界一はイグアスの滝（アルゼンチン、ブラジル）の約4,000メートルである。
山火事と見紛うような水煙が垂直に800 - 1000メートルほど立ち上がっており、時には虹がかかる。この様子は20キロメートル離れたところからも見える。滝壺へと落下する膨大な水が、空気を巻き込みつつ時速150キロメートルにも達するスピードで落下するので、滝壺付近では毎秒20メートルもの風が吹いている。

## 詳細
滝はザンベジ川の途中にある。上流は砂岩の上に堆積した平坦な玄武岩の層を流れている。川には木で覆われた小島が点在し、滝に近づくにつれてその数が増してくる。通常、滝を形成するはずの山地、断崖、渓谷などは一切見られず、滝の周囲数百キロメートルにわたって平原が広がっている。
ヴィクトリアの滝近辺には玄武岩層にできた7つの峡谷 (Gorge) があり、それぞれ名前が付けられている。そのうち最も上流にある First Gorge はヴィクトリアの滝そのものである。この First Gorge はほぼ滝の幅と同じ長さを持つ峡谷であり、滝は川幅そのままに First Gorge の長さいっぱいに垂直に落下していく。滝の幅は1708メートル、落差は最も高い中央付近で108メートル、最も低い西の端でも80メートルある。First Gorge に落下した水は、その唯一の出口である幅110メートル、長さ150メートルの短い峡谷を通って次の峡谷 (Second Gorge) へと流れ出していく。ヴィクトリアフォールズ橋はこの Second Gorge に架けられた橋である。
滝の淵には、水量が多い時期でも水没しない島が2つある。西の端近くにある Boaruka Island (Cataract Island) と、中央付近にあるリヴィングストン島 (Livingstone Island) である。これにより滝の流れは3つに分割され、西から順にそれぞれ Devil's Cataract (Leaping Water)、Main Falls、Rainbow Falls と呼ばれている。このうち最大の落差を持つのは Rainbow Falls である。水量が少ない時期にはさらに島が増え、それによって滝のカーテンが細かく分割される。

## 水量について
流れ落ちる水量は最大で毎分5億リットルに達する。
ザンベジ川流域は11月末から4月初めまでが雨季、それ以外の時期が乾季であり、それに2ヶ月ほど遅れて滝の水量が増減する。4月と11月では水量に10倍もの違いがある。これは著名な滝の中で最も極端な増減であり、最大水量に対して年間平均水量が少ないことの理由となっている。
| 水煙を噴き上げる雨季の滝(1972年)と乾季の滝(2003年) |

### 増水期
滝の水量が多くなるのは4月をピークとして2月から5月までで、水煙は高さ400メートル、ときには800メートルまで立ち昇り、50キロメートル離れたところからでも見ることができる。満月の夜には月明かりで虹が見えることがある。反面、この時期は滝の見物には必ずしも向いていない。水煙が多すぎて滝壺はおろか滝本体を見ることも困難であり、滝の正面にある遊歩道には水煙がシャワーのように降り注ぐ。崖の淵まで行くと、立ち昇ってきた水煙によって「下から上に雨が降ってくる」ような状態となり、とくにザンビア側にある Knife-Edge Bridge ではっきりと体感できる。

### 渇水期
滝の水量が少なくなるのは11月をピークとして9月から1月までである。この時期は滝全体を見渡すことができ、滝壺まで見ることができる。滝の淵にある小島が大きくなり、数も増えてくる。水煙が少ないため島の地表が乾き、ザンビア側からは滝の淵にできた小島に徒歩で渡ることができるようになる。また、滝壺に降りることができるのもこの時期である。

### 他の滝との比較
| 世界三大瀑布の比較 | 世界三大瀑布の比較 | 世界三大瀑布の比較 | 世界三大瀑布の比較 | 世界三大瀑布の比較 | 世界三大瀑布の比較 | 世界三大瀑布の比較 |
| 項目 | ヴィクトリアの滝   | ヴィクトリアの滝   | ナイアガラの滝     | ナイアガラの滝     | イグアスの滝       | イグアスの滝       |
| --- | ------------------ | ------------------ | ------------------ | ------------------ | ------------------ | ------------------ |
| 最大落差 | 108 メートル       | 360 ft             | 51 メートル        | 167 ft             | 64-82 メートル     | 210-269 ft         |
| 幅 | 1,708 メートル     | 5,604 ft           | 1,203 メートル     | 3,947 ft           | 2,700 メートル     | 8,858 ft           |
| 1秒あたりの流量 | m3/秒              | cu ft/秒           | m3/秒              | cu ft/秒           | m3/秒              | cu ft/秒           |
| 年間平均 | 1,088              | 38,430             | 2,407              | 85,000             | 1,746              | 61,600             |
| 月間平均 (最大月) | 3,000              | 105,944            |                    |                    |                    |                    |
| (最小月) | 300                | 10,594             |                    |                    |                    |                    |
| (過去10年間の最大月) | 6,000              | 211,888            |                    |                    |                    |                    |
| 最高記録 | 12,800             | 452,000            | 6,800              | 240,000            | 12,600             | 444,965            |
| 注: 数値の測定方法については参考文献を参照のこと 水の体積1立方メートルは1トンの重さに等しい ナイアガラの滝の上流では、約半分の水が水力発電所に取り込まれている イグアスの滝は2段に分かれて落下しており、単独落差と合計落差を併記してある これらと同等の流量を持つ滝はほかに10あるが、いずれもヴィクトリアとイグアスよりは少ない |                    |                    |                    |                    |                    |                    |

## ヴィクトリアの滝と峡谷

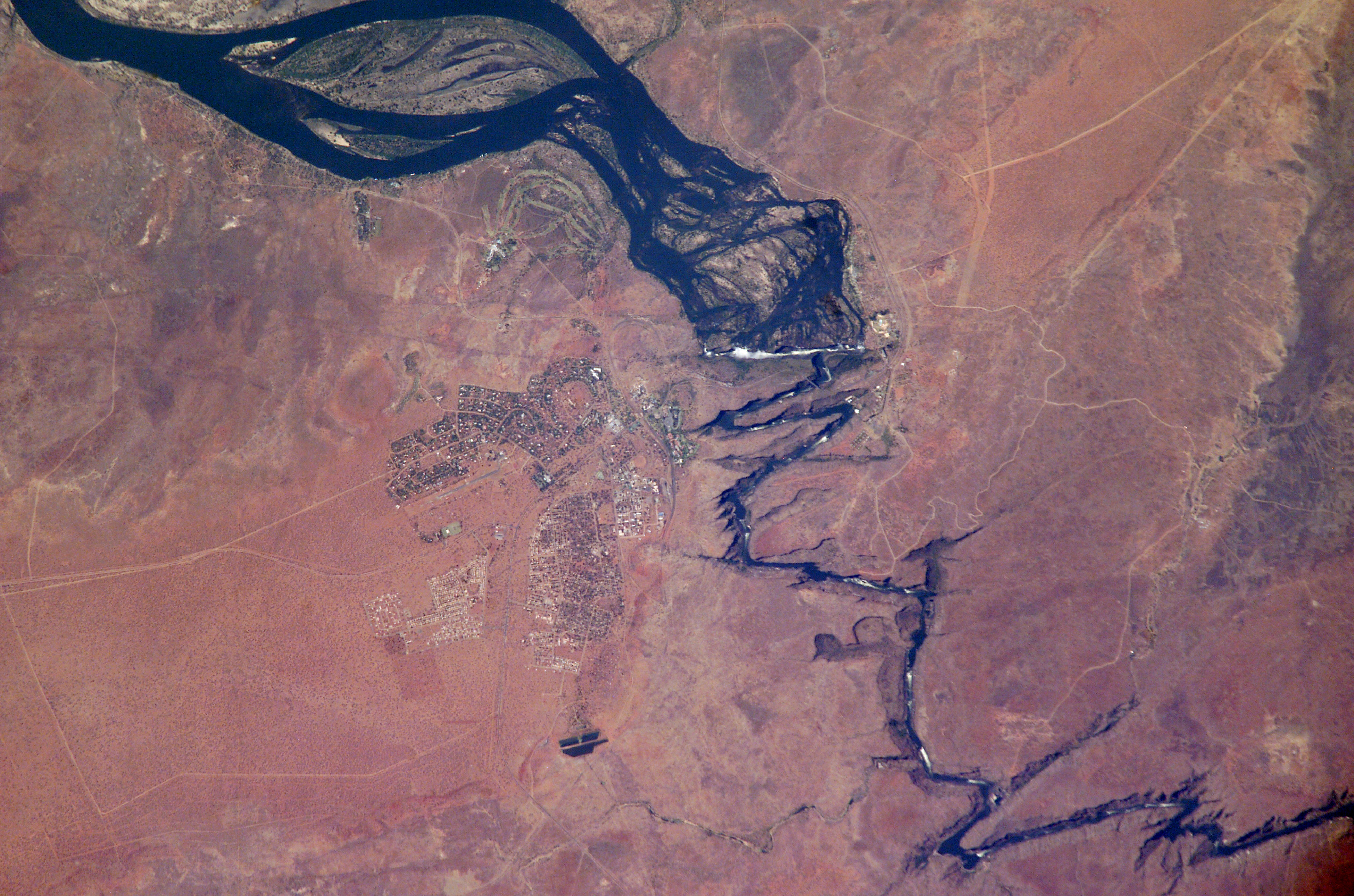
ザンベジ川の渓谷(上が北)

ザンベジ川の全ての水は、最初の渓谷でありヴィクトリアの滝そのものでもある First Gorge に流れ落ちた後、その唯一の出口である幅110メートル、長さ150メートルの短い峡谷を通って次の峡谷 (Second Gorge) へと流れ出していく。Second Gorge から先はジグザグ状に渓谷が続き、それらには以下の名称が付けられている。
主だった峡谷には以下の通りである。
- First Gorge - 現在のヴィクトリアの滝となっている峡谷。
- Second Gorge - 長さ2.15キロメートル、滝からの直線距離は250メートル。ヴィクトリアフォールズ橋はここに架かっている。
- Third Gorge - 長さ1.95キロメートル、滝からの直線距離は600メートル。
- Fourth Gorge - 長さ2.25キロメートル、滝からの直線距離は1.15キロメートル。
- Fifth Gorge - 長さ3.2キロメートル、滝からの直線距離は2.55キロメートル。
- Songwe Gorge - 長さ3.3キロメートル、滝からの直線距離は5.3キロメートル。北東から合流する Songwe River から名付けられた。渇水期の水面からの高さは140メートルに達する。
- Batoka Gorge -  Songwe Gorge より下流の峡谷はまとめてこの名で呼ばれる。長さ120キロメートル、滝から最も離れた地点までの直線距離は80キロメートル。First Gorge に始まる全ての峡谷を Batoka Gorge と呼ぶこともある。

いずれの峡谷もほとんど垂直に切り立っており、その高さは平均120メートル。峡谷を流れる川の水位は季節によって20メートルもの差がある。これらの峡谷を抜けた川は玄武岩台地を通ってカリバ湖に注ぐ。

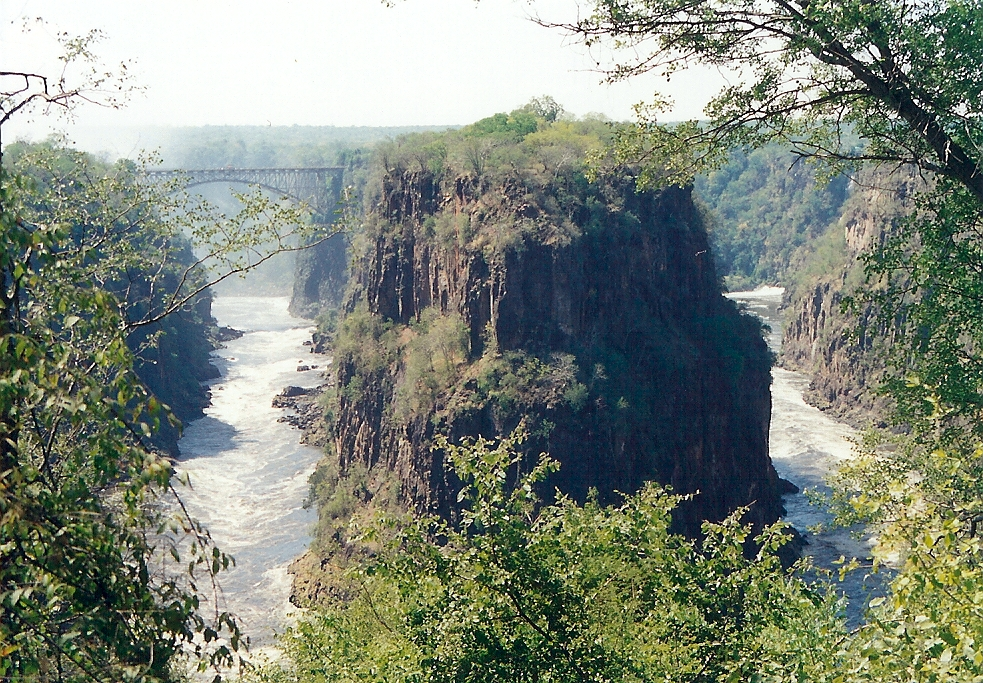
Second Gorge（左）と Third Gorge（右）

なお、川は Second Gorge の入口で右に急カーブしており、そこには Boiling Pot と呼ばれる深い水溜りがある。渇水期の水面は静かであるが、増水期には激しく波立ち、大きく渦を巻く。ここには滝から流れてきた様々な物体、ときには人間やカバの死体も流れ着く。1910年、滝の上流の Long Island 付近でカヌー遊びをしていた Mrs. Moss と Mr. Orchard の無残な遺体がここで発見された。彼らはカバにカヌーをひっくり返された後にワニに襲われ、その遺体が滝に落ちてこの場所まで運ばれてきたのである。

## 地理
ザンベジ川上流の玄武岩台地には砂岩で満たされた大きな割れ目（クラック）が数多く存在している。現在の滝のある場所には、東西（いくつかは北東-南西）に走る大きなクラック群と、それらを接続するように南北に走る小さなクラック群がある。
滝は過去10万年以上もの年月をかけて砂岩のクラックを侵食し、Batoka Gorges を北に後退し続けてきた。滝の下流の峡谷に、滝の辿ってきた地質学的な歴史を見ることができる。滝の下流にジグザグに続くSecond Gorge から Songwe Gorge までの峡谷は、それぞれが各時代における滝の痕跡である。これらの峡谷は、かつての滝が現在よりも大きなものであったことを示している。
現在、川は北から南に向かって First Gorge に流れ込んでおり、すでに滝の西の端にある Devil's Cataract で次の時代の滝となる峡谷が侵食されつつある。これは南北に走る小さな峡谷ではなく、東北東に向かって走る大きな峡谷の一番西側の端の部分にあたる。これが、次の世代のヴィクトリアの滝となる。

## 植民地時代以前の歴史
滝の周囲では、300万年前のホモ・ハビリスの石器、5万年前（中石器時代）の道具、そして1万2000年前（新石器時代）の武器、装飾品、掘削用具が出土している。
やがて鉄器を使い狩猟採集生活をするコイサン語族が現れ、それはさらにバントゥー系民族に取って代わられた。バントゥー系民族はこの滝を Shungu na mutitima と呼んでいた。のちにこの地に到達したマタベレ族 (Matabele) は aManz' aThunqayo と呼んだ。そしてバツワナ人 (Batswana) とマコロロ人 (Makololo) は「雷鳴の轟く水煙」の意味で Mosi-oa-Tunya と呼んだ。
デイヴィッド・リヴィングストンが1852年から1856年にかけてザンベジ川の上流から河口にかけて探検し、1855年11月16日にヨーロッパ人として初めてこの滝を目にするに至った。そしてカヌーで川を横切り、現在 Livingstone Island と呼ばれている島にも上陸した。
ただし、ブール人植民者 (Voortrekker) も知っていた可能性がある。実際、リヴィングストンも上流にいる時に既に現地人から滝の存在を聞かされていた。ヨーロッパの人々は、当初リヴィングストンの報告に疑念を抱いたという。山も谷も無い高原のような場所に巨大な滝があることなど到底信じられなかったからである。
彼はすでに上流にあるンゴニェ滝 (Ngonye Falls) に心打たれていたが、ヴィクトリアの滝を見て非常に感銘し、イギリスのヴィクトリア女王に因んで「ヴィクトリアの滝」と英名を付けた。彼は滝について以下のように記している。
「イギリスにあるいかなる物からも、この美しさを想像することはできません。ヨーロッパの人々がかつて目にしたことのないものです。でも、飛んでいる天使達の目にはこのすばらしい光景が見えていたに違いありません。」
1860年、リヴィングストンは科学者であり探検家でもあるジョン・カーク (John Kirk) とともに再び滝を訪れ、詳細な調査を行った。この他にこの時代に滝を訪れたヨーロッパ人としては、ポルトガル人探検家 Serpa Pinto、1880年に滝についての本を出版したチェコ人探検家 Emil Holub、そして滝の絵画を描いたイギリス人画家 Thomas Baines などがいる。それでも、1905年に鉄道が開通するまではヨーロッパ人による訪問はごくわずかであった。

## 19世紀以降

### 観光地としての発展

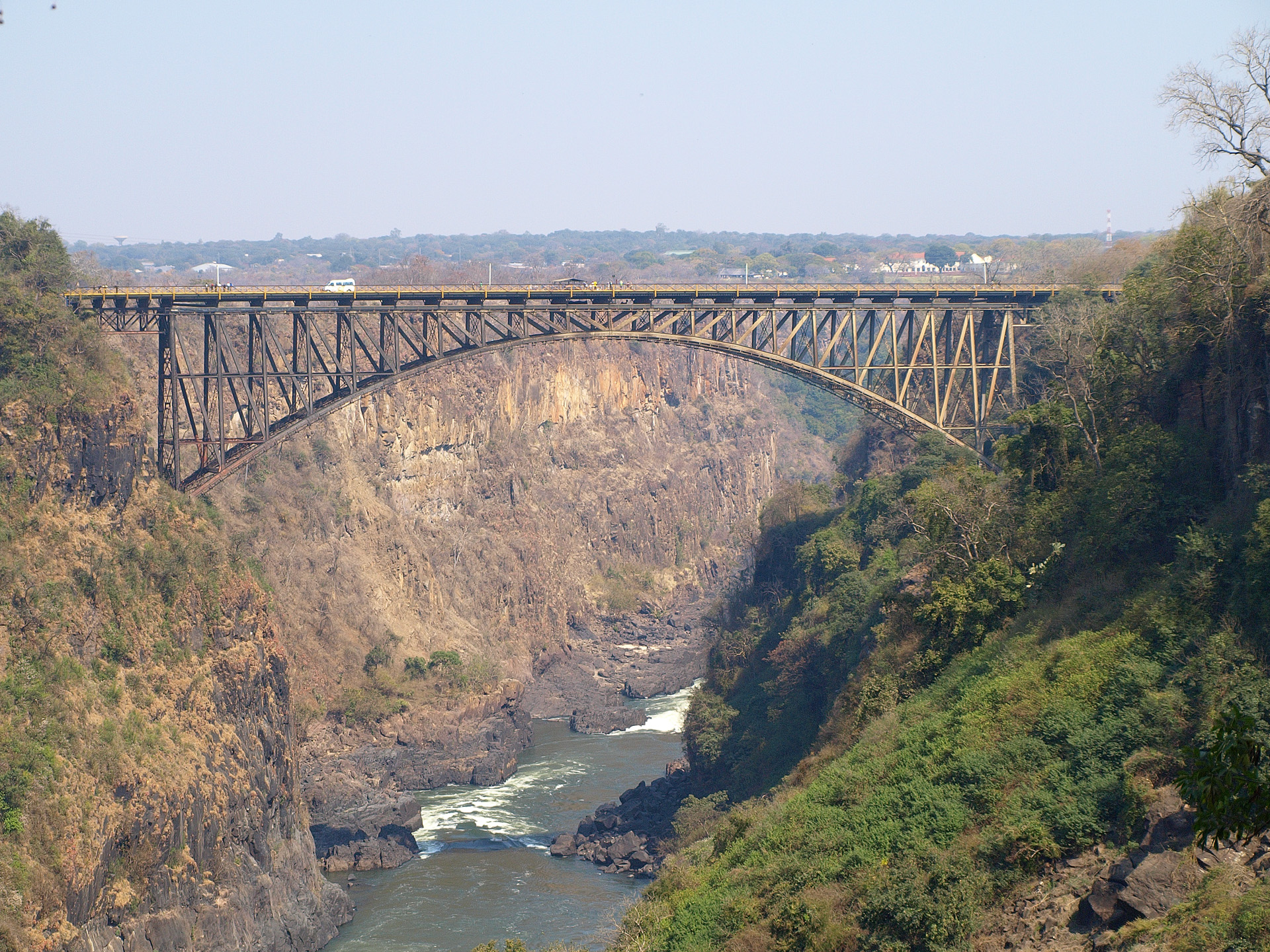
ヴィクトリアフォールズ橋

1900年頃になり、セシル・ローズによるイギリス南アフリカ会社がザンベジ川上流の鉱物採掘権と植民地支配、さらに象牙、獣皮、滝北東部での森林伐採などを狙って進出してきた。これに合わせて滝の周辺へのヨーロッパ人の入植が始まった。当時は滝の上流数キロメートルにある Old Drift という場所に川を横切る鉄線が張られており、それを伝って丸木舟やはしけで川を渡っていた。
セシル・ローズはカイロとケープタウンを鉄道で結ぶことを考えており、ザンベジ川に橋を建設することになった。さらに彼は通過する列車に滝の水煙がかかるような場所に橋を建設すべきだと主張し、Second Gorge が選ばれた。そして1905年、ヴィクトリアフォールズ橋が完成した。
1905年には南のケープタウンと、1909年には北のベルギー領コンゴとが鉄道で結ばれ、ヨーロッパ人が簡単に訪れることができるようになった。当時、滝の北側の北ローデシア（現・ザンビア）と南ローデシア（現・ジンバブエ）はいずれもイギリス領であり、観光地としての人気は鰻上りであった。そして、ヴィクトリアフォールズ町は観光拠点として発展した。

### ザンビアの独立とローデシアのUDI
1964年、北ローデシアはザンビアとして独立した。翌1965年、ローデシア（旧南ローデシア＝現ジンバブエ）は白人支配を維持したまま一方的独立宣言 (Unilateral Declaration of Independence) を行ったが、この UDI はザンビア、イギリスをはじめ多くの国で承認されなかった。1966年にはローデシアに対して国連による経済制裁が始まり、同年ザンビアはローデシアとの国境を制限または閉鎖した。
1972年、ローデシアは白人政権と黒人ゲリラとの内戦に突入した。ローデシア政権は、ザンビアから黒人ゲリラが侵入するのを阻止するため、滝や渓谷を部分的に立入禁止にし、兵士を配置した。これらの影響でローデシア側だけでなくザンビア側の観光客も減ることになった。
1980年にローデシアはジンバブエとして正式に独立し、同年ザンビアとの国境も完全に開通した。その後は平和の回復とともにヴィクトリアの滝も観光地として発展が続いた。現在は、激流を下るラフティング、ヴィクトリアフォールズ橋からのバンジージャンプ、スポーツフィッシング、乗馬、カヤック、ヘリコプターによる遊覧飛行などの多様なアクティビティの拠点となっている。

### 現代
1990年末には年間30万人が訪れるようになった。動物保護区の観光客が外国人中心であるのとは対照的に、ザンビア人とジンバブエ人が多い。これは、鉄道やバスなどの公共交通機関で安価に訪れることができるからである。アメリカ合衆国の人気番組『アメージング・レース』の初期のロケ地にも選ばれている。
観光の拠点となる町は、リヴィングストン市（ザンビア）とヴィクトリアフォールズ町（ジンバブエ）である。後者の方が滝にはるかに近い上、宿泊施設や飲食店の数も多いため、観光客の多くがジンバブエ側に滞在する。但し、2000年代前半にはロバート・ムガベ大統領（当時）の独裁に伴うジンバブエ国内の混乱によって、ジンバブエ側の観光客は減少していた。2006年にはジンバブエ側のホテルの稼働率は30%まで落ち込んだが、同時期ザンビア側では一泊630ドルの高級ホテルがほぼ満室であった。
あまりにも急速な滝周辺の開発に、ユネスコが世界遺産の登録取り消しを示唆したこともある。急増するゴミ対策、滝周辺の環境破壊については現在でも関心を持って見守られている。

## 周囲の自然

### 国立公園
滝を含む国立公園は、ザンビア側のモシ・オ・トゥニャ国立公園（Mosi-oa-Tunya National Park , 66平方キロメートル）、ジンバブエ側のヴィクトリアの滝国立公園（Victoria Falls National Park , 23平方キロメートル) の2つである。両者はいずれも滝を含むように広がっているため、滝を挟んで隣接している。
ジンバブエ側（ザンベジ川の南側）では、滝の上流40キロメートルに渡ってザンベジ国立公園（ジンバブエ）が広がっている。動物達はヴィクトリアフォールズ国立公園との間を自由に行き来しており、さらに南方にある Matetsi Safari Area、カズマ・パン国立公園 (Kazuma Pan National Park)、そしてジンバブエ最大の国立公園であるワンゲ国立公園 (Hwange National Park) にも生活圏が広がっている。
一方、ザンビア側ではフェンスや町によって動物達の移動が制限され、モシ・オ・トゥニャ国立公園の中だけで生活する傾向にある。また、ロッジによって建てられた防犯用フェンスも彼らの移動の妨げになっている。

### 植物
この地域は主にモパネ（マメ科の木）の森林サバンナ地帯が支配的で、それ以外はミオンボ (Miombo) やローデシアンチーク (Rhodesian Teak) の森と低木サバンナが多い。滝の上流水域にはヤシの森も形成されている。
特筆すべきは、滝の水煙が降り注ぐことで周囲に形成された熱帯雨林であろう。ポッドマホガニー (pod mahogany, Afzelia Quanzensis)、コクタン (ebony)、ゾウゲヤシ  (ivory palm)、サトウナツメヤシ (Phoenix sylvestris, Wild date palm)、そして多様なつる植物など、本来この地域には生息していないはずの植物たちが生育している。
近年の旱魃は周囲の動植物、とくにレイヨウに大きな影響を与えた。

### 動物
国立公園ではアフリカゾウ、バッファロー、キリン、シマウマ、そして様々な種類のレイヨウが豊富に生息しており、ベルベットモンキー(Vervet Monkey) やヒヒに至っては街中でも見られるほどである。一方、ライオンやヒョウはその性質上、容易には見つけることができない。
滝の上流、ザンベジ川およびチョベ川沿いにはアフリカゾウ、カバ、ワニが多数生息している。渇水期になると毎年決まった場所でアフリカゾウが川を渡る姿が見られる。
峡谷ではクリップスプリンガーやツメナシカワウソ (African Clawless Otter) を見かけることがある。猛禽類も多く、タイタハヤブサ (Taita Falcon)、コシジロイヌワシ (Black Eagle)、ハヤブサ (Peregrine Falcon) など35種が生息している。サギ、サンショクウミワシ (Fish Eagle) をはじめとする多くの水鳥が滝の上空を舞っている。
ザンベジ川の魚は上流に89種、下流には39種が生息しており、滝によって生活圏が分断されていることが分かる。特に多く見られるのはギンダラ (black cod) とマス (slippery trout) である。

## 周辺の観光

### ビザ
ザンビアとジンバブエともに観光にしのぎを削っている。観光客が簡単に行き来できるようにするため、ヴィクトリアフォールズ橋の国境では、どちらの国も比較的簡単な手続きでビザを発給している。日本人の場合、ビザはその場で発給され、事前に取得しておく必要はない。ただしビザは有料である。なお、出国してから相手国に入国せずに戻ってくるだけであればビザは不要なので、単にヴィクトリアフォールズ橋まで行って戻るだけであれば料金は掛からない。2014年には両国の共通ビザである「KAZAビザ」の発行が開始されている。

### ヴィクトリアの滝
ザンベジ川がザンビアとジンバブエの国境になっていることから、その途中にあるヴィクトリアの滝にはどちらの国からも訪れることができる。どちらの国にも滝を取り囲むように有料の自然公園が整備されている。公園は高い柵で囲まれており、公園に入らなければ滝に近づくことができない。いずれも遊歩道や展望台を備えているが、遊歩道には柵の無いところが多いため、断崖の先端まで行くことも可能である。
2つの国は滝と渓谷で隔てられているため、公園内での行き来はできない。ザンビア側とジンバブエ側の両方を見るにはヴィクトリアフォールズ橋の国境を越える必要がある。互いの入場口は2キロメートルほど離れている。

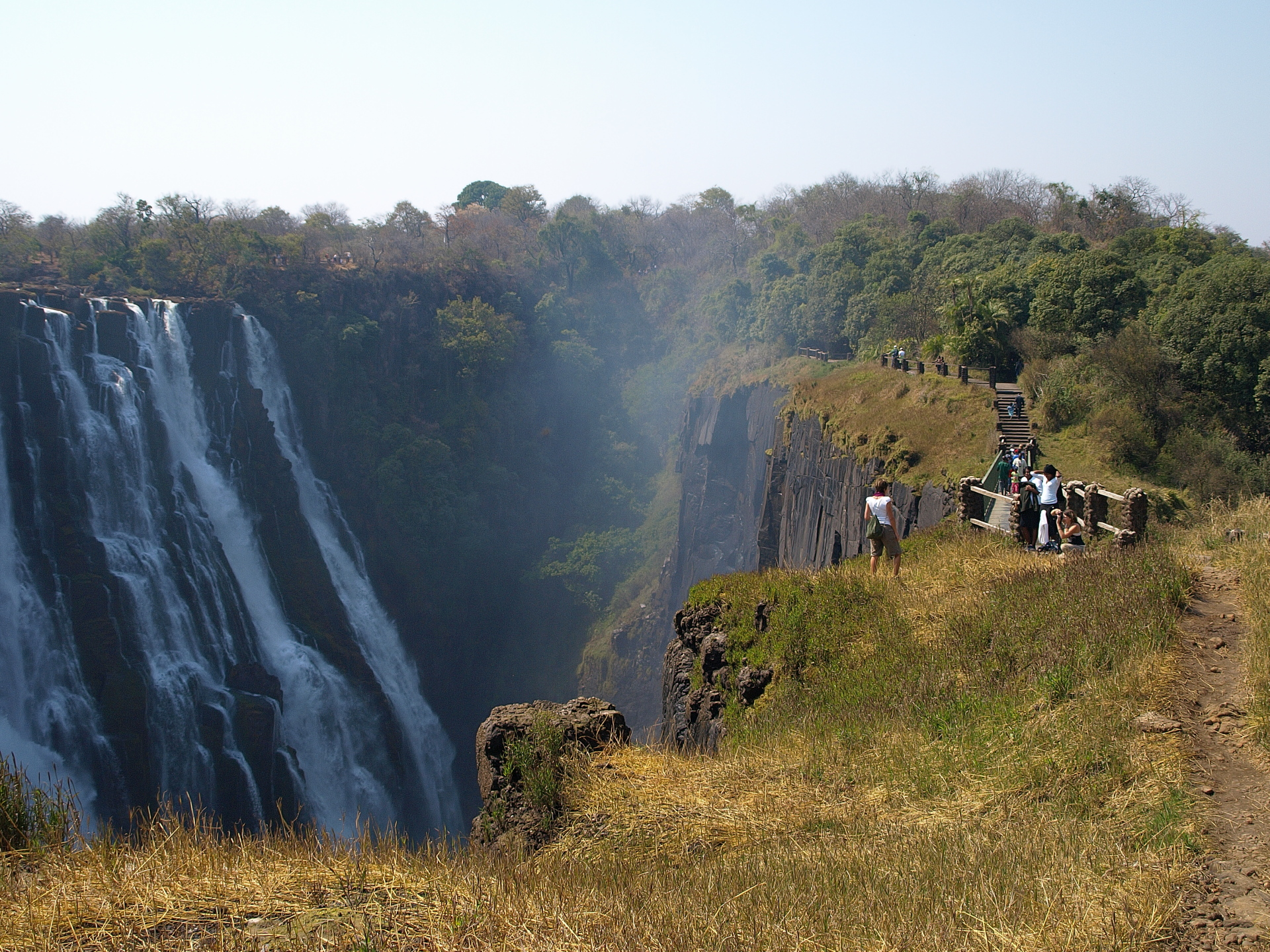
ザンビア側の遊歩道

ザンビア側からは主に First Gorge 峡谷の北側、すなわち滝の上流および下流の東側の一部を訪れることができる。落ちていく水を上流側から間近に見ることができるのはザンビア側だけである。水量の少ない時期には滝の断崖を歩くこともできる。上流側は滝の迫力からは想像もつかないほど流れがゆるやかであり、川遊びも可能である。下流からは滝を正面から眺めることもできる。ただし、ザンビア側から見えるのはもともと水量が少ない滝の東側であり、渇水期には滝が枯れて単なる断崖にしか見えなくなることもある。
ジンバブエ側からは主に First Gorge 峡谷の南側、すなわち滝の下流の大半を訪れることができる。滝を正面から見ることができるうえ、西側は水量が多いため渇水期でも滝の迫力を楽しめる。とくに、ヴィクトリアの滝を象徴する Devil's Cataract や Main Falls はジンバブエ側でしか見ることができない。反面、増水期には吹き上がる水煙で滝がほとんど見えないこともある。

### Devil's Pool

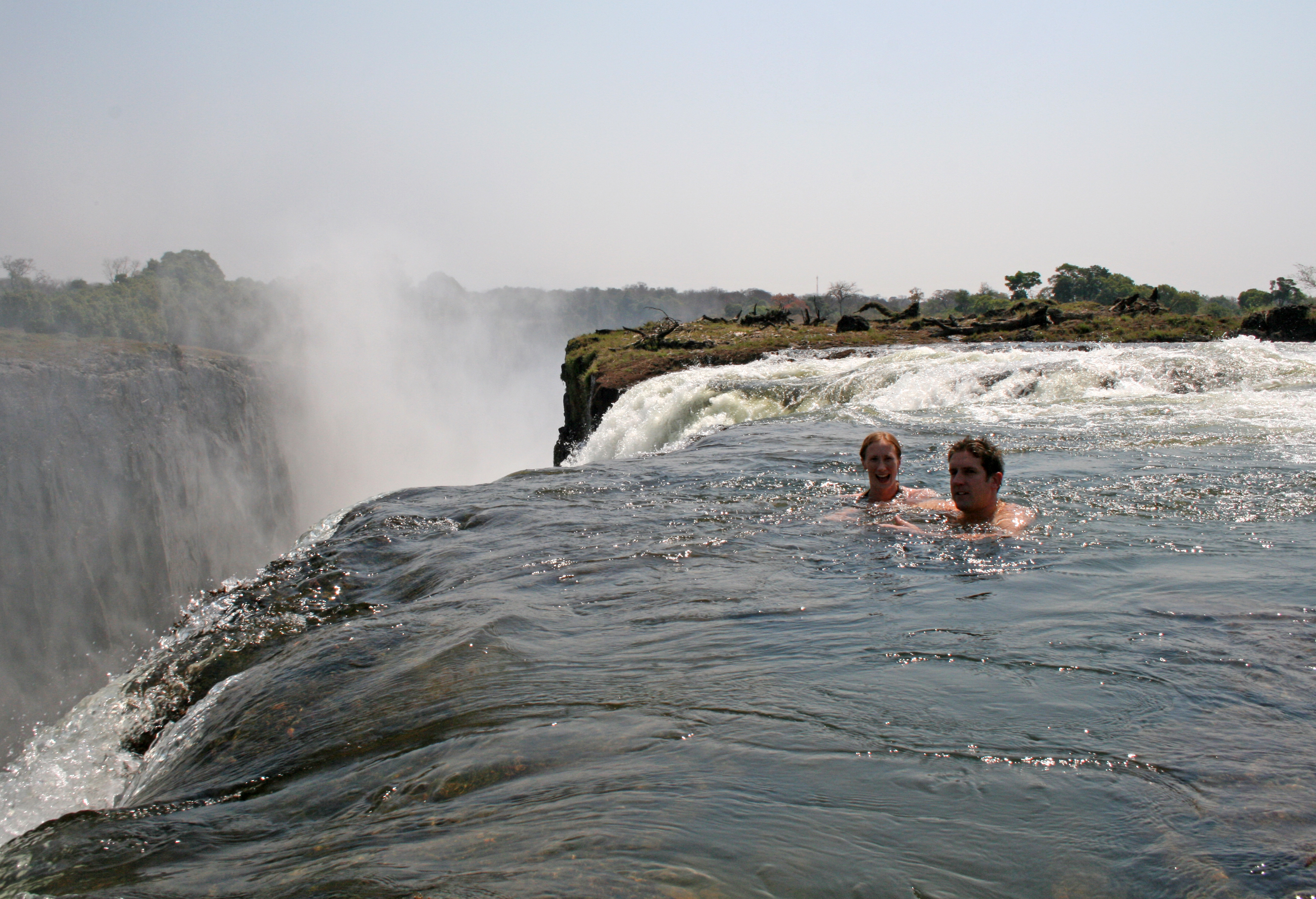
滝の淵にできた天然のプール "Devil's Pool"

最も刺激的なアトラクションの一つに Devil's Pool がある。これは滝の淵、まさに滝が流れ落ちるその場所にある天然のプールで、水量の少ない時期（おおむね9月から12月まで）には実際に入ることができる。Devil's Pool はリヴィングストン島から西に50メートルほど離れており、ボートなどでリヴィングストン島に上陸してから Devil's Pool に向かう。時期によってはリヴィングストン島から Devil's Pool まで自力で泳ぐ必要がある。基本的に安全ではあるものの、死亡事故も何件か起きている。

### ヴィクトリアフォールズ橋

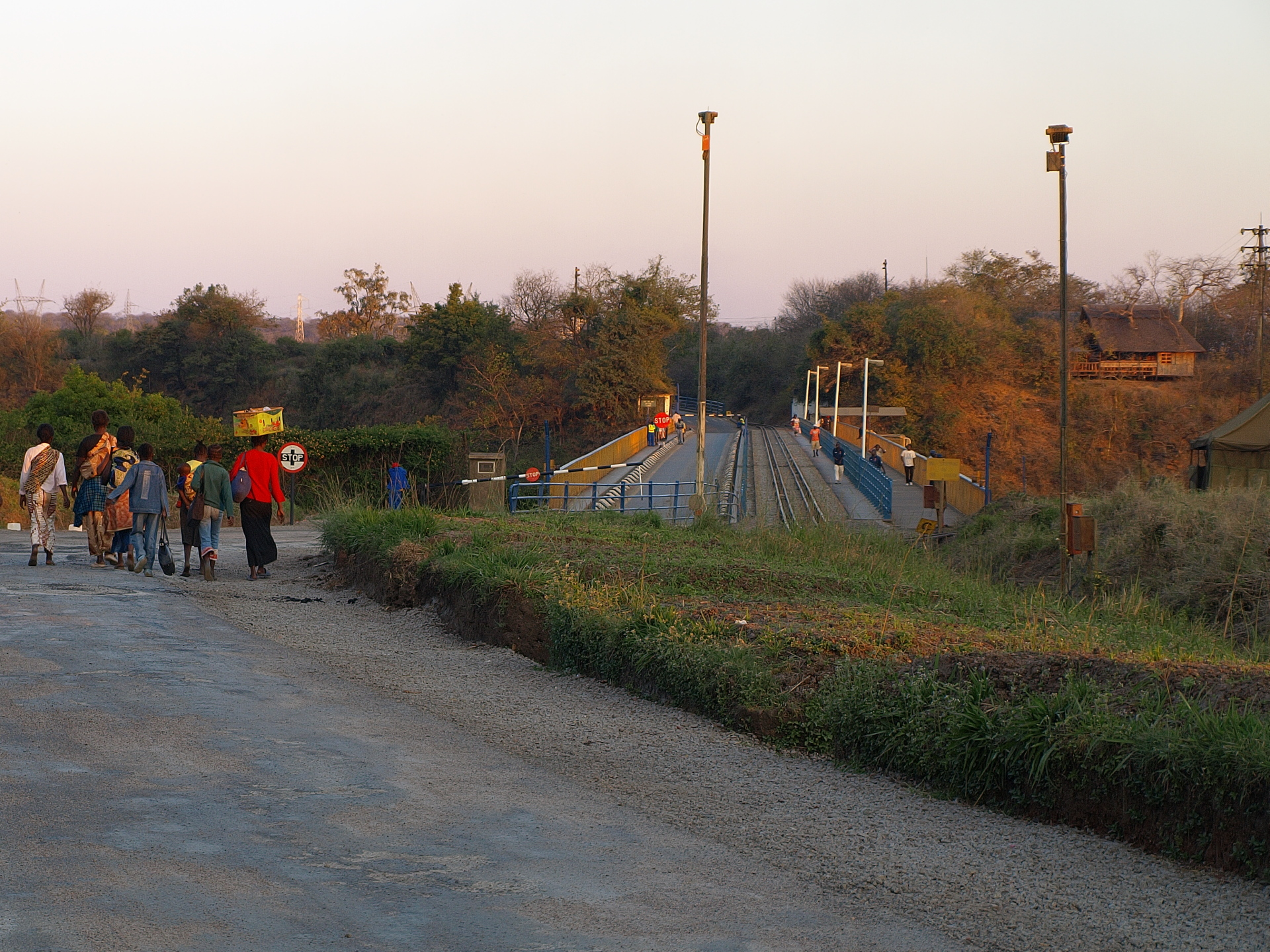
夕暮れのヴィクトリアフォールズ橋

1905年竣工。Second Geoge に架かる鉄道道路併用橋であり、ザンビアとジンバブエの国境でもある。それぞれ出入国審査場は橋から徒歩10分ほど離れた場所にある。滝に落ちた水が First Gorge から Second Gorge に向かって流れ出す様子を観察するのに向いており、料金を払わずに滝を見ることができる数少ない場所の一つでもある。高さ100メートル以上のバンジージャンプが有名である。2010年時点は貨物列車しか走っていない。

### 遊覧飛行
ヴィクトリアの滝はその構造上、地上から全体像を見渡すのが難しいため、ヘリコプターでの遊覧飛行が行われている。滝の上空のみを飛行する所要15分程度のものから、国立公園の動物達まで観察できる30分程度のものまで様々なプランが用意されている。2人乗りのモーターハンググライダー (Microlight) での遊覧飛行もある。

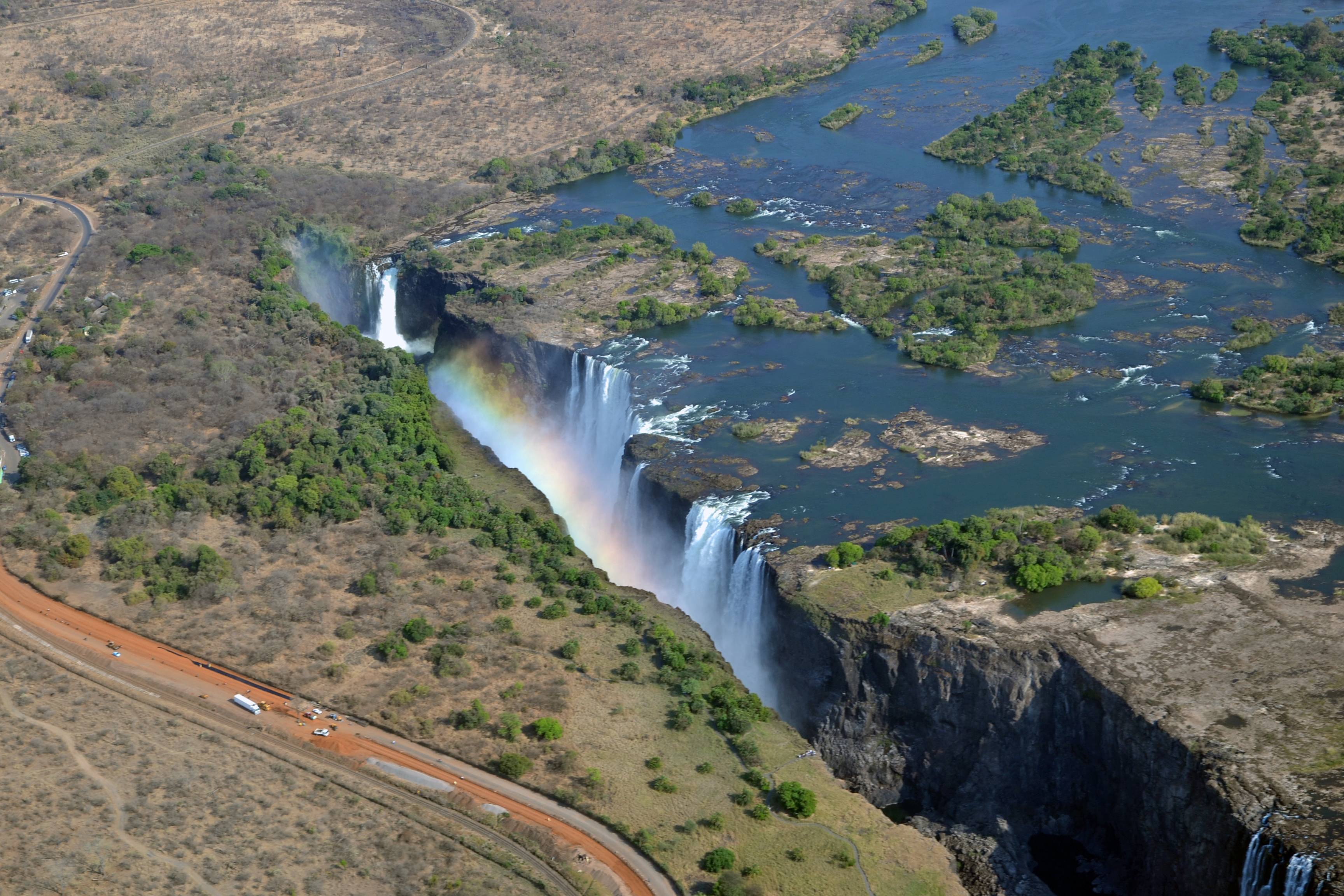
ヘリコプターからの眺め

### ラフティング
滝の下流で迫力あるラフティングが楽しめる。その激流から難度の高いコースとして知られており、ゴムボートから振り落とされたりゴムボート自体が転覆することも少なくないが、事故に繋がることは少ない。時期によってスタート地点が異なり、水量の少ない時期には滝壺の近くからスタートできる。

### サファリ
滝の上流にはいくつもの国立公園があり、野生動物の宝庫である。サファリはそれらを四輪駆動車やボートに乗って観察するものであり、特にチョベ国立公園（ボツワナ）は滝周辺からの日帰りも可能とあって参加者が多い。

## アクセス
下記はいずれも2010年時点のものである。なお、ザンビア側とジンバブエ側を結ぶ交通機関はタクシーのみである。

### ザンビア側
ザンビア側の観光拠点はリヴィングストン市である。市中心部から滝の入場口まで約10キロメートル、さらにそこから国境（ヴィクトリアフォールズ橋）まで800メートル。市内のホテルのほかに、滝から徒歩圏内に2つの高級ホテルがある。市内の交通はタクシーのみ。
- 航空機 - 市中心部から約5キロメートルの所にリヴィングストン空港がある。ルサカ、ヨハネスブルグ、ネルスプロイト、ケープタウン、ナイロビからの便がある。
- 鉄道 - 市中心部から1.5キロメートルの所にリヴィングストン駅がある。ザンビア鉄道システム (RSZ:Railway System of Zambia) による座席のみの列車が週4往復、ルサカまでを結んでおり、そのうち2往復はキトウェまで行く。ルサカまで18時間、キトウェまで34時間。
- バス - 市中心部の南寄りにバスターミナルがある。ルサカとの間に長距離バスが走っている。所要7時間。

### ジンバブエ側
ジンバブエ側の観光拠点はヴィクトリアフォールズ町である。市中心部から滝の入場口まで1.2キロメートル、さらにそこから国境（ヴィクトリアフォールズ橋）まで1.3キロメートル。市内の交通はタクシーのみ。市内には様々なランクのホテルがある。
- 航空機 - 町中心部から約20キロメートルのところにヴィクトリアフォールズ空港がある。ハラレ、ブラワヨ、ヨハネスブルグ、ケープタウン、ネルスプロイト、ナイロビ、ウィントフック、アディスアベバ、カサネからの便がある。
- 鉄道 - 町中心部から500メートルの所にヴィクトリアフォールズ駅がある。ジンバブエ国鉄 (NRZ:National Railways of Zimbabwe) による伝統的な寝台列車が毎日、ブラワヨとの間を結んでいる。所要約14時間。また、ロボスレイルによる豪華寝台列車が2週に1往復、プレトリアとの間を往復している。
- バス - 町の中心となるマーケットの隣にバスターミナルがある。ブラワヨやウィントフックとの間に長距離バスが走っている。ブラワヨまで所要5時間、ウィントフックまで所要20-22時間。

## 登録基準
この世界遺産は世界遺産登録基準のうち、以下の条件を満たし、登録された（以下の基準は世界遺産センター公表の登録基準からの翻訳、引用である）。
- (7) ひときわすぐれた自然美及び美的な重要性をもつ最高の自然現象または地域を含むもの。
- (8) 地球の歴史上の主要な段階を示す顕著な見本であるもの。これには生物の記録、地形の発達における重要な地学的進行過程、重要な地形的特性、自然地理的特性などが含まれる。